# 1933 год в науке
В 1933 году были различные научные и технологические события, некоторые из которых представлены ниже.

## События
- Основано Британское межпланетное общество.
- Хирург Юрий Юрьевич Вороной 3 апреля 1933 года в Харькове впервые в мире выполнил пересадку человеческой почки[1].

## Награды
- Нобелевская премия
  - Физика — Эрвин Шрёдингер, Поль Адриен Морис Дирак «За открытие новых продуктивных форм атомной теории».
  - Химия — Премия не присуждалась
  - Медицина и физиология — Томас Хант Морган «За открытия, связанные с ролью хромосом в наследственности».

## Скончались
- 9 марта –  Аладар Ауески, венгерский учёный-патолог, ветеринарный врач, профессор бактериологии и микробиологии.